# استواستیل-کوآ
استواستیل-کوآ (به انگلیسی: Acetoacetyl-CoA) با فرمول شیمیایی C۲۵H۴۰N۷O۱۸P۳S یک ترکیب شیمیایی با شناسه پاب‌کم ۷۴ و جرم مولی آن ۸۵۱٫۶۰۹ g/mol می‌باشد. این ترکیب آغازگر مسیر موالونات می‌باشد و حاصل ترکیب دو مولکول استیل با کوآنزیم آ است.

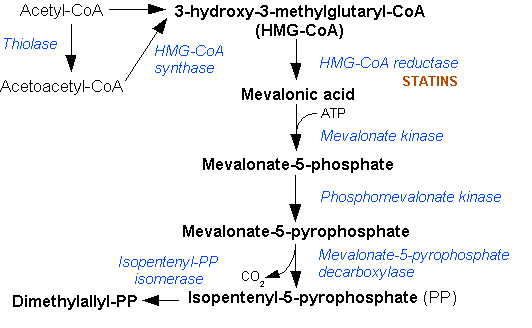
Mevalonate pathway